# Gipsminen Walferdingen

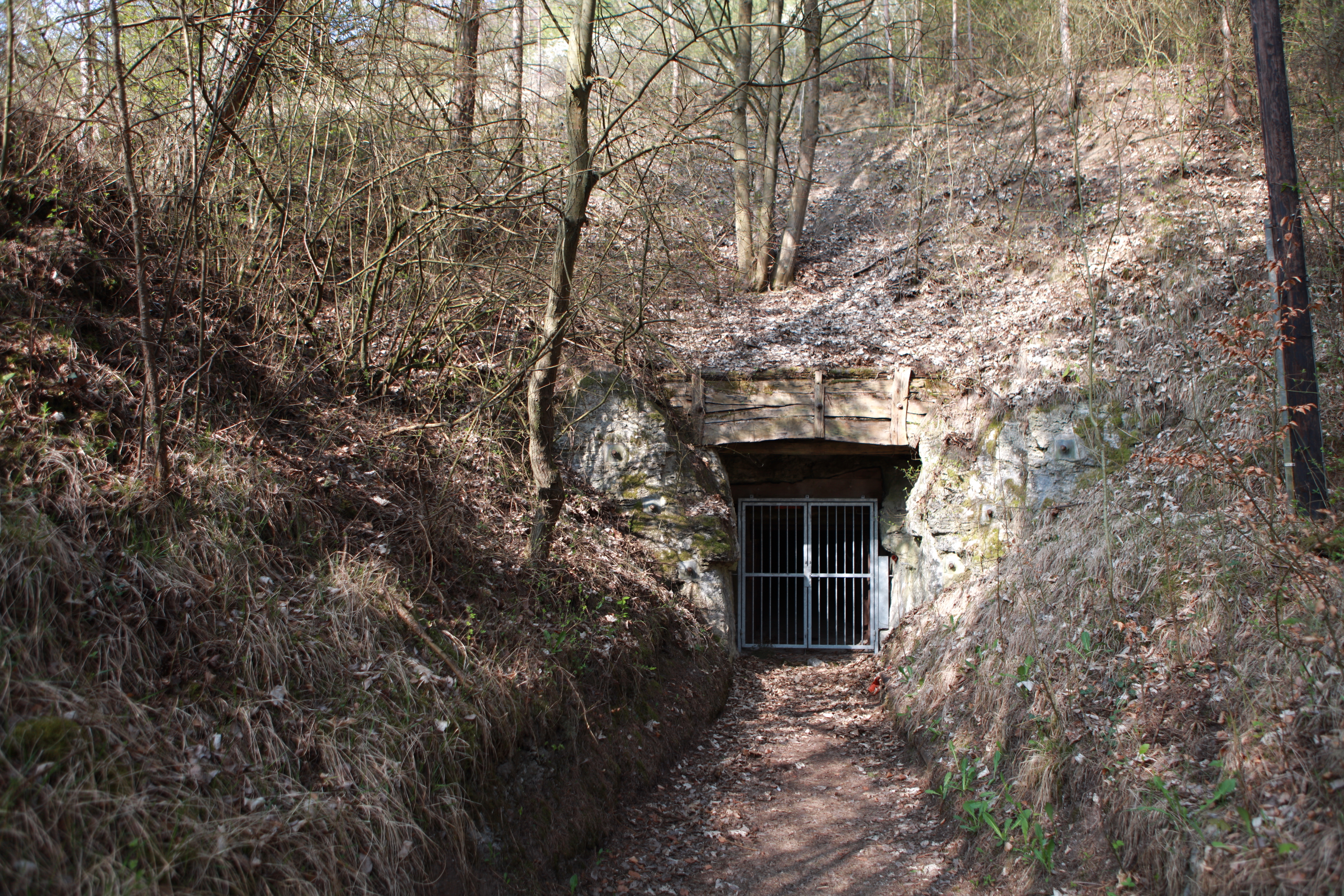
Stolleneingang in die Gipsmine am Ende der Prince Henri Straße

Die Gipsminen Walferdingen sind ein ehemaliges Stollenbergwerk zum Gipsabbau im luxemburgischen Ort Walferdingen.

## Geschichte
Gipsabbau gibt es schon sehr lange Zeit in Walferdingen, allerdings weiß man nicht genau, wann das Graben nach dem Gips angefangen hat. Es könnte aber sein, dass die Römer, die im Alzettetal wohnten, den Gips beim Bau ihrer Häuser nutzten. Auf dem Gebiet von Walferdingen, Steinsel und Heisdorf befindet sich eines der umfangreichsten Gipsvorkommen des Landes.
Erst 1869, als Familie Irthum in Besitz der Gipsvorkommen in Heisdorf und Walferdingen kam, wurden sie industriell ausgebeutet, zuerst nur im Tagebau. Diese Familie hat sie wiederum für 1500 Franken jährlich an Jean-Baptiste Kintzelé verpachtet und dieser hat dafür gesorgt, dass der erste Schacht in Heisdorf gebaut wurde. Später wurden dann im Inneren des Sonnebierg-Stollens für den Gipsabbau gegraben. Es gab zwei verschiedene Eingänge in diese Stollen: In der heutigen Mercatoris-Straße, die früher auch Gipsweg genannt wurde, und einen Eingang am Ende der Prince-Henri-Straße (Foto).
Das ganze unterirdische Netz hatte am Ende eine Länge von 16 km und auf 12 km wurden auch noch Schienen verlegt. In der Mercatoris Straße wurden die Gipssteine auf Schienen manuell transportiert, auf dem Sonnebierg wurde mit einer Dampfmaschine gearbeitet, die die schwere Arbeit etwas erleichterte. In Heisdorf sowie in Walferdingen waren etwa 25 Arbeiter beschäftigt.
Diese Gipsindustrie ist stets gewachsen und gewann sogar an internationaler Bedeutung, als 1906 der Eisenbahnanschluss erfolgte. Von Walferdingen aus konnten zu dieser Zeit die Gipsprodukte in alle Welt befördert werden, Belgien und Frankreich waren die Hauptabnehmer. Die Blütezeit war in den 1930er Jahren und danach nach dem Zweiten Weltkrieg. Mathias Irthum hatte die Leitung übernommen und sorgte für wichtige Modernisierungen. Die zunehmende Technisierung sorgte dafür, dass immer weniger Arbeitspersonal gebraucht wurde. Im September 1989 war Schluss mit dem Grubenbetrieb, als das Gelände vom Luxemburger Staat angekauft wurde.
Auch auf der anderen Seite des Alzettetales im Ortsteil Bereldingen wurde Gips im Tage- und Untertageabbau gewonnen. Der Gipsabbau hat die Landschaft nachhaltig geprägt. Viele Hügel in der Region entstanden durch den Gipsabbau, der trockene Kalkboden führte zu entsprechender Vegetation mit Kiefernwäldern. Die ehemaligen Dämme mit Lorengleisen zum Transport sind heute Wanderwege. Mehrere Gipsweiher wurden als Wasserreservoir angelegt. Rund um Bereldingen, einem Ortsteil von Walferdingen, entstand ein Wanderpfad zum Thema Gips.

## Gebiet heute
Ein großer Teil des Geländes wurde zum Naturreservat Sonnebierg erklärt.
Einen Teil der Mine nutzt die Universität Luxemburg für physikalische Messungen. Im hinteren Teil des Stollensystems befindet sich ein Messlabor mit einem Absolutgravimeter des European Center for Geodynamics and Seismology. Es ist einer von nur 40 Standorten weltweit eines Absolutgravimeters. Grund sind die herrschenden idealen Bedingungen mit ganzjährig gleichbleibenden Temperaturen um 13 °C, die Trockenheit und ein niedriger durch Menschen bedingter Geräuschpegel.